# 西谷修
西谷 修（にしたに おさむ、1950年3月4日（75歳） - ）は、日本の哲学者。東京外国語大学名誉教授。神戸市外国語大学客員教授。元立教大学大学院文学研究科（比較文明学専攻）特任教授。専門はフランス現代思想。

## 来歴
愛知県生まれ。東京大学法学部卒業。東京都立大学 (1949-2011)大学院、パリ第8大学（指導教官はアンリ・メショニック）で学ぶ。明治学院大学文学部教授、東京外国語大学大学院地域文化研究科教授、同大学総合国際学研究院（先端研究部門）教授を経て、2014年4月、東京外国語大学名誉教授。同年、立教大学大学院文学研究科特任教授。2019年退任。

## 人物
- バタイユ、ブランショ、レヴィナス、ルジャンドルらに影響を受けた。フランス現代思想の研究をベースに、世界のグローバル化によって引き起こされる複合的な諸問題を、認識論を踏まえた思想史的観点から取り扱う。研究テーマは、戦争論、世界史論、メディア論、ドグマ人類学、身体・医療思想、芸術論など。戦争論については、世界戦争、その後の死の意義を考察する。反「反テロ戦争」も提言。著書に『不死のワンダーランド』(1990年)、『戦争論』(1992年)、『理性の探求』(2009年)など。
- 立憲デモクラシーの会呼びかけ人・安保法制に反対する学者の会呼びかけ人を務め、安保法案に関して、2015年9月16日、国会前における安保法案反対デモにおいて、「産業の軍事進出には経済活動の健全化のためにもとくに警戒してゆく必要がある」という主旨のスピーチを行っている[4]。その際、「（防衛産業を抱える）三菱のものは明日から鉛筆一本買わないことが大事！」と三菱鉛筆を三菱グループと混同した発言を行い、後に訂正とお詫びを行った[5]。
- 2017年の第48回衆議院議員総選挙では日本共産党の池内さおりを支援した[要出典]。
- 日本による対韓輸出優遇撤廃に反対する、＜声明＞「韓国は「敵」なのか」呼びかけ人の1人[6]。

## 著書

### 単著
- 『不死のワンダーランド』（青土社 1990年 / 講談社学術文庫 1996年）
- 『戦争論』（岩波書店 1992年 / 講談社学術文庫 1998年）
- 『夜の鼓動にふれる――戦争論講義』（東京大学出版会 1995年 / ちくま学芸文庫 2015年）
- 『離脱と移動――バタイユ・ブランショ・デュラス』（せりか書房 1997年）
- 『世界史の臨界』（岩波書店 2000年）
- 『「テロとの戦争」とは何か――9.11以後の世界』（以文社 2002年 / 「〈テロル〉との戦争」増補新版 2006年）
- 『理性の探求』（岩波書店 2009年）
- 『アフター・フクシマ・クロニクル』ぷねうま舎、2014年
- 『破局のプリズム 再生のヴィジョンのために』ぷねうま舎、2014年
- 『戦争とは何だろうか』ちくまプリマー新書、2016年
- 『アメリカ　異形の制度空間』講談社選書メチエ、2016年
- 『わたしたちはどんな世界を生きているか』（講談社現代新書、2020年）
- 『“ニューノーマルな世界”の哲学講義』（アルタープレス、2020年）
- 『戦争と西洋 : 西側の「正義」とは何か』筑摩選書、2025年

### 共著
- （鵜飼哲、港千尋）『原理主義とは何か』（河出書房新社 1996年）
- （酒井直樹）『「世界史」の解体――翻訳・主体・歴史』（以文社 1999年）
- （酒井啓子・臼杵陽・NHKイスラム・プロジェクト）『アメリカはなぜ狙われたのか――徹底討論・同時多発テロ事件の底流を探る』（岩波書店 2002年）
- （鵜飼哲、宇野邦一）『アメリカ・宗教・戦争』（せりか書房 2003年）
- （酒井直樹、遠藤乾、市田良彦、酒井隆史、宇野邦一、尾崎一郎、トニ・ネグリ、マイケル・ハート）『非対称化する世界――『〈帝国〉』への射程』（以文社 2005年）
- （石田英敬、中山智香子、港千尋）『アルジャジーラとメディアの壁』（岩波書店 2006年）
- 『3・11以後 この絶望の国で 死者の語りの地平から』山形孝夫共著 ぷねうま舎、2014年

### 編著
- 『グローバル化と奈落の夢』（せりか書房, 2006年）

### 共編著
- （石田英敬、鵜飼哲、坂元ひろ子）『「日の丸・君が代」を超えて』（岩波書店 1999年）
- （坂口ふみ、小林康夫、中沢新一）『宗教への問い（全5巻）』（岩波書店 2000年）
- （仲里効）『沖縄/暴力論』（未來社 2008年）

### 訳書
- ジャン=リュック・ナンシー『無為の共同体――バタイユの恍惚から』（朝日出版社 1985年）
- ジョルジュ・バタイユ『非-知――閉じざる思考』（哲学書房 1986年）
- エマニュエル・レヴィナス『実存から実存者へ』（朝日出版社 1987年 / 講談社学術文庫 1996年 / ちくま学芸文庫 2005年）
- アラン・フィンケルクロート『思考の敗北あるいは文化のパラドクス』（河出書房新社 1988年）
- ミシェル・シュリヤ『G・バタイユ伝』（河出書房新社 1991年）
- アレクサンドル・ジノヴィエフ『余計者の告白』（河出書房新社 1992年）
- フェティ・ベンスラマ『物騒なフィクション――起源の分有をめぐって』（筑摩書房 1994年）
- パトリック・シャモワゾー, ラファエル・コンフィアン『クレオールとは何か』（平凡社 1995年 / 平凡社ライブラリー 2004年）
- モーリス・ブランショ『明かしえぬ共同体』（筑摩書房 1997年）
- ピエール・ルジャンドル『ロルティ伍長の犯罪――「父」を論じる・ピエール・ルジャンドル第VIII講』（人文書院 1998年）
- ミシェル・フーコー『ミシェル・フーコー思考集成（5）権力/処罰――1974-1975』（筑摩書房 2000年）
- ピエール・ルジャンドル『ドグマ人類学総説――西洋のドグマ的諸問題』（平凡社 2003年）
- エティエンヌ・ド・ラ・ボエシ『自発的隷従論』（ちくま学芸文庫 2013年、西谷監訳）